# Śmierć Kliniczna
Śmierć Kliniczna – polski zespół punkrockowy, łączący ten styl z elementami reggae i jazzu.

## Historia
Powstał w 1981 w Gliwicach założony przez gitarzystę Dariusza Duszę, basistę Wojciecha Jaczyczko, perkusistę Marka Czapelskiego i wokalistę Jerzego „Mercedesa” Mercika. Autorami tekstów dla zespołu byli Dariusz Dusza i Wojciech Kurdziel.
W 1982 wystąpili na Festiwalu w Jarocinie, który został udokumentowany przez Pawła Karpińskiego krótkim filmowym reportażem z festiwalu pt. Jarocin '82 (w filmie przez moment przewija się postać J. Mercika). Ten sam reżyser rok później nakręcił dokument o zespole zatytułowany „Śmierć Kliniczna”, a także wykorzystał fragment utworu „Paciorek” w swoim kolejnym filmie pt. To tylko rock. W 1983 do zespołu dołączył drugi wokalista Jacek Szafir i już z nim Śmierć Kliniczna występowała na festiwalach: w Opolu, FAMA w Świnoujściu, „Rockowisko” w Łodzi i Festiwalu Muzyków Rockowych w Jarocinie.
W tym samym roku muzycy nagrali trzy utwory: „Nasza Edukacja” (znany też jako „Edukacja – kopulacja”), „Nienormalny świat” i „ASP” z których dwa pierwsze ukazały się na singlu „Nienormalny świat”. We wrześniu tego samego roku Śmierć Kliniczną opuścił Jerzy Mercik. Skład zespołu został powiększony o grającego na trąbce Antoniego „Ziuta” Gralaka, później dołączył jeszcze saksofonista Mateusz Pospieszalski.
Na początku 1984 zespół zarejestrował w studiu kolejne dwa utwory: „Jestem ziarnkiem piasku” oraz „Psychopata” na drugi singel. Piosenka „Psychopata” nie została dopuszczona przez cenzurę do publikacji ze względu na treść (ukazała się dopiero w 2009 przy okazji reedycji kompilacji Jeszcze młodsza generacja). W tej sytuacji na singlu „Jestem ziarnkiem piasku” oprócz utworu tytułowego znalazła się nagrana rok wcześniej piosenka „ASP”. Po ukazaniu się singla grupa ponownie odwiedziła wszystkie ważniejsze festiwale rockowe. Latem 1984 po festiwalu jarocińskim odszedł z zespołu Dariusz Dusza (zakładając Absurd i grając w Shakin Dudi), natomiast pozostali muzycy uzupełniając skład Ireneuszem Zawadzkim (gitara) i Leszkiem Biolikiem (gitara i śpiew), próbowali grać zupełnie nowy repertuar, całkowicie odmienny od dotychczasowego.
W połowie 1985 w klubie „Remont” w Warszawie miał miejsce pierwszy (i zarazem ostatni) koncert nowej „Śmierci Klinicznej”. Muzyka stanowiła mieszankę ostrego rockowego grania z jazz rockiem i była całkowitym zaskoczeniem dla dotychczasowych fanów zespołu. W rezultacie Marek Czapelski został w Warszawie (później grał m.in. w Maanam), Szafir wyjechał do Grecji, a pozostali muzycy (Jaczyczko, Zawadzki) wrócili na Śląsk. Jesienią 1985, po powrocie Szafira i ponownie z Mercikiem założyli zespół R.A.P. W 1986 r. Zespół zagrał wiosną koncerty w katowickim Akancie i gliwickim Gwarku oraz bezpośrednio po występie formacji RAP na festiwalu w Jarocinie.
W 1989 utwory zespołu pojawiły się na bootlegowej kasecie Punk, Reggae Party.
Obecnie trzon Śmierci Klinicznej, Dariusz Dusza i Jerzy Mercik współtworzą reggae’owo-punkową grupę DiM, która w styczniu 2007 nagrała swój pierwszy album zatytułowany Same dobre wiadomości.
We wrześniu 2016 r. Dusza i Mercik zagrali w Gliwicach koncert z okazji trzydziestopięciolecia powstania zespołu. W październiku nakładem wydawnictwa Zima Records ukazał się LP „Nienormalny świat”.

## Muzycy
- Jerzy „Mercedes” Mercik – wokal (1981–1983)
- Jacek Szafir – wokal, instrumenty perkusyjne (1983–1986)
- Wojciech „Czyczko” Jaczyczko – gitara basowa (1981–1986)
- Dariusz Dusza – gitara (1981–1984)
- Marek Czapelski – perkusja (1981–1985)
- Leszek Biolik – gitara (1984–1985)
- Ireneusz Zawadzki – gitara (1984–1986)
- Dariusz Adler Mazurkiewicz – perkusja (1985–1986)

Współpracownicy:
- Antoni „Ziut” Gralak – trąbka (1983–1985)
- Mateusz Pospieszalski – saksofon (1983–1985)
- Piotr Malak – saksofon (1983)

## Dyskografia

### Albumy
- Śmierć Kliniczna (1996)
- Śmierć Kliniczna 1982–1984 (2001)
- Nienormalny świat (2016 – winyl, 2017 – CD)

### Single
- „Nienormalny świat” (1983)
- „Jestem ziarnkiem piasku” (1984)

### Kompilacje różnych wykonawców
- Kultowa Dekada 4 – Alternatywnie (2005) – utwór: „Nienormalny świat”
- Jeszcze młodsza generacja (reedycja 2009) – utwór: „Psychopata”
- Kultowa Dekada 5 – Alternatywnie ciąg dalszy (2006) – utwór: „Nasza Edukacja”

### Bootlegi
- Punk, Reggae Party (1989) – kaseta z koncertami z lat 1983–1984